# Jessica Decote
Jessica Decote (Querétaro, 26 de janeiro de 1988) é uma atriz mexicana.

## Biografia
Jessica,se formou pelo Centro de Educação Artística da Televisa, Jessica fez sua estreia na telenovela Corazón indomable, onde interpretou Juanita, ao lado de Ana Brenda Contreras e Daniel Arenas.
Em seguida, ela participou de outros papéis nas novelas Qué pobres tan ricos e Muchacha italiana viene a casarse. Nesse mesmo ano, ela participou da série Como dice el dicho no episódio "Pies para qué los quiero", onde interpretou Frida. Ela também participou da La rosa de Guadalupe.
Em 2015, participou da telenovela Amores con trampa, onde interpretou "Yoya", onde compartilhou cenas com Itatí Cantoral, Ernesto Laguardia, Eduardo Yáñez e África Zavala.
Em 2016, participa da telenovela Corazón que miente, onde interpreta Florencia. No mesmo ano participa de Por siempre Joan Sebastian.
Em 2017, participa de En tierras salvajes.
Em 2018, se junta ao elenco de Tenías que ser tú.

## Filmografia

### Telenovelas
| Ano  | Título              | Personagem                           |
| ---- | ------------------- | ------------------------------------ |
| 2020 | Imperio de mentiras | Julia Álvarez Sandoval               |
| 2018 | Tenías que ser tú   | Leslia "Lesly" Pineda Salgado        |
| 2017 | En tierras salvajes | Elisa Molina                         |
| 2016 | Corazón que miente  | Florencia Moliner Bustos             |
| 2015 | Amores con trampa   | Carmen Gloria "Yoya" Carmona Sánchez |
| 2013 | Corazón indomable   | Juana "Juanita"                      |

| Ano  | Título                     | Papel        | Notas                                                   |
| ---- | -------------------------- | ------------ | ------------------------------------------------------- |
| 2016 | Por siempre Joan Sebastian | Ivette Morán | Minissérie                                              |
| 2015 | La rosa de Guadalupe       | Ana / Lorena | Episódios: "El silencio de una mujer" Un corazón nuevo" |
| 2014 | Como dice el dicho         | Frida        | Episódio: "Pies para qué los quiero..."                 |

## Prêmios

### Prêmios TvyNovelas 2019
| Categoria            | Telenovela        | Resultado |
| -------------------- | ----------------- | --------- |
| Melhor atriz juvenil | Tenías que ser tú | Indicada  |

### Prêmios TvyNovelas 2016
| Categoria       | Telenovela        | Resultado |
| --------------- | ----------------- | --------- |
| Atriz Revelação | Amores con trampa | Indicada  |